# Čentice
Čentice (německy Tschentitz) je malá vesnice, část obce Čestín v okrese Kutná Hora. Nachází se asi půl kilometru západně od Čestína. Prochází zde silnice II/236.
Čentice leží v katastrálním území Čestín o výměře 9,39 km².

## Historie
První písemná zmínka o vesnici pochází z roku 1361.